# Христорождественский собор (Рязань)
Христорожде́ственский собо́р Рязанского Кремля (до 1753 года — Успенский собор) — православный храм в Рязани, кафедральный собор Рязанской епархии Русской православной церкви (наряду с Успенским кафедральным собором). Первое по времени возведения каменное здание на территории Рязанского Кремля.
Заложен в конце XIV века великим князем рязанским Олегом Рязанским и освящён как Успенский собор. При перенесение архиерейской кафедры из Борисова-Глебова в Кремль в 1522 году собор стал кафедральным. После строительства нового здания Успенского собора, был освящён как Христорождественский.

## История
Время построения Успенского собора в Рязанском кремле точно неизвестно. Сооружение в Рязани первого белокаменного Успенского собора относится ко времени правления рязанского князя Олега, жившего в XIV — начале XV века. К 1402 году собор ещё не был окончательно построен, так как Олег был погребён в Солотчинском монастыре. Его сын Фёдор, скончавшийся в 1427 году, был погребён в уже существующем новом соборе.
В 1522 году собор получил статус кафедрального, и каждый новый архиерей старался каким-либо образом улучшить его и привнести в архитектуру здания что-то новое. Этот собор просуществовал до конца XVI века, продолжая служить усыпальницей Рязанских князей.
Нынешний собор частично сохранил внутри своей алтарной части ниже уровня пола фрагменты белокаменных апсид древнего Успенского собора. Долгое время считалось, что к этому времени относится белокаменная кладка в нижней части апсид и цоколя существующего собора, но как выяснилась это результат его перестройки в 1598—1606 годах. В 1609 году в собор были перенесены мощи святителя Василия Рязанского из церкви Бориса и Глеба.
В 1753 году собор был переименован в Христорождественский. В 1776 году своды в храме рухнули, разрушив каменные гробницы рязанских князей. В 1781 году была выполнена перестройка здания. К западному притвору были пристроены боковые помещения.
В 1826 году храм был перестроен в формах позднего классицизма по проекту архитектора рязанской палаты Л. И. Стефенгагена.
В 1873 году собор подвергся не очень удачной перестройке в духе эклектики по проекту архитектора Звенова. Проект, предполагавший удлинение трапезной и оформление фасадов в псевдобарочном стиле, был реализован не полностью. 
Внутри собор имел богатое убранство, в том числе великолепный резной иконостас. В 1873—1875 годах его стены и своды были расписаны известным рязанским иконописцем Николаем Шумовым, по инициативе которого храм получил своё завершение в виде восьмигранной ротонды с оконцами — «восьмерик на четверике». В 1873 году в центральном кокошнике была композиция «Отечество», в боковых — святые Василий Рязанский и Олег Рязанский, возможно школы Н. В. Шумова. В 1895 году собор был покрашен, роспись была обновлена.
В XIV—XV веках в Христорождественском соборе были захоронены пятеро рязанских князей и три княгини, а в начале XIX века — два рязанских архиерея. Собор посещали императоры: Александр I (1819, 1820, 1824); Николай I (1832, 1836); Александр II, будучи Цесаревичем (1837); Николай II (1904, 1914).
Последний капитальный ремонт собора до его закрытия проводился в 1913 году, с тех пор осталась метлахская плитка на полу. В этом же году живопись центрального кокошника заменили на композицию «Рождество Христово» по образцу аналогичного сюжета в храме Христа Спасителя в Москве. Интерьер был расписан, а также создан богатый резной двухъярусный иконостас в стиле эклектики с элементами русского стиля и стилизации под барокко.
В 1930 году собор был закрыт, в его здании разместился областной архив. В советское время росписи были забелены (в настоящее время частично раскрыты), иконостас и утварь утрачены. 
В 2002 году здание было возвращено Церкви и освящено Патриархом Алексием II. В этом же году в результате реставрации собора под руководством Е. Г. Одинец были вскрыты древнейшие части апсид собора.

## Роспись собора
На западной стене храма имеется композиция «Поклонение пастухов» (по гравюре Ю. Шнорра фон Карольсфельда), заключённая в профилированную лепную прямоугольную раму. Также в соборе представлены изображения евангелистов в парусах в круглых медальонах. Над ними размещены узкие прямоугольные вставки гризайльного орнамента с крестом в центре. Оконные откосы декорированы подобными орнаментами, отмеченными золотом и синим тоном.
На внутренней поверхности арки из основного объёма в трапезную, в медальонах изображены полуфигуры трёх архангелов (Михаил в центре, Гавриил — с севера, Рафаил — с юга), разделённые орнаментальной плетёнкой.
Стены трапезной расписаны под серебристо-серый мрамор. На входном проёме западной стены изображены две монументальные фигуры стоящих ангелов с раскрытыми книгами в руках в арочных рамах.
Свод трапезной занимают четыре большие композиции, из которых южная не расчищена от поздней побелки. Они объединёны узкими гризайльными рамами, сплетёнными в центре вокруг круглого медальона с крестом. На западной стороне изображён сюжет «Христос и грешница», на северной — «Благословение детей», на восточной, возможно, «Отослание апостолов на проповедь». На южном, северном и западном лотках свода в нижней части написаны полуфигуры святых в медальонах на золотом фоне. Среди них преобладают изображения князей и царей: Александра Невского, равноапостольных Владимира и Ольги (с юга), царицы Феодоры (с севера). Особенно хорошо сохранился образ равноапостольной Нины (с запада).

## Реликвии
- Мощи святителя Василия, первого епископа Рязанского. С 1609 года находятся под спудом (под землей). Над местом его погребения находится рака с частицей его мощей;
- Мощи рязанских святителей XIX века Гавриила (Городкова) и Мелетия (Якимова). Находятся в раках;
- Мощевики с частицами мощей многих Рязанских святых и 84 преподобных отцов Киево-Печерских;
- Часть Ризы Господней;
- Частицы мощей апостола и евангелиста Матфея, святителей Василия Великого, Григория Богослова, Иоанна Златоустого;
- Частица мощей преподобного Серафима Саровского;
- Частица мощей блаженной Матроны Московской[1].